# Norra ishavet

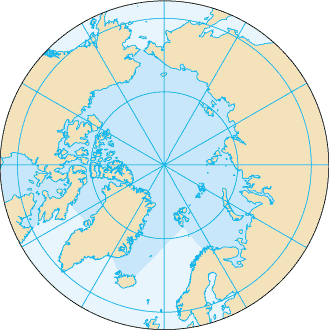
Karta

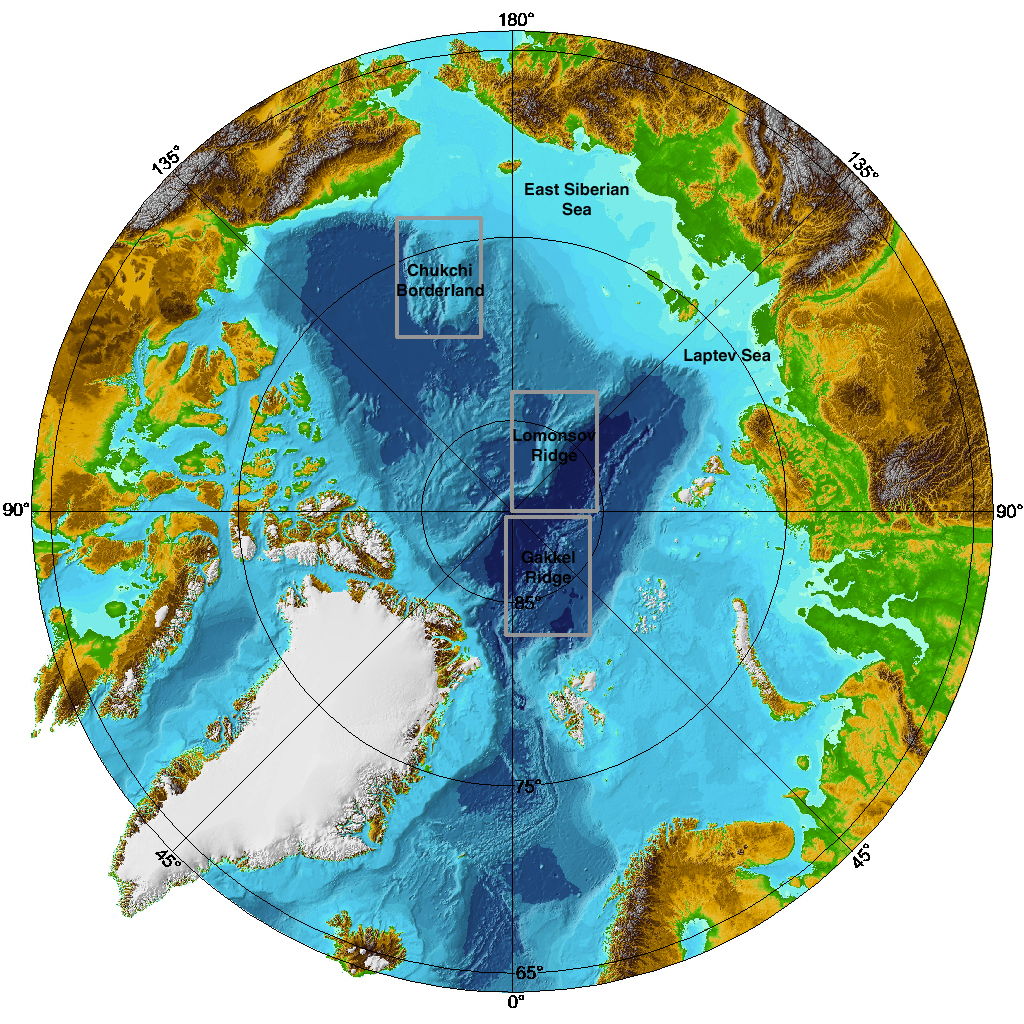
Batymetrisk karta

Norra ishavet, Arktiska havet eller Arktiska oceanen är världens nordligaste hav. Det omger Nordpolen och ligger mellan Norge, Ryssland, Kanada, Grönland och Alaska. Eftersom det omfamnas av så mycket land räknas det ofta som ett av världshaven, men ibland som ett randhav till Atlanten. Havet och landområdena runtom benämns Arktis.

## Beskrivning
Norra ishavet är det minsta av världshaven, oceanerna, och täcker ungefär tre procent av jordens yta. Norra ishavet har förbindelse med Atlanten via Norska havet, Grönlandshavet och Labradorhavet, samt med Stilla havet via Berings sund. Av de fem världshaven är Norra ishavet det grundaste med ett medeldjup på 1 050 meter. Det djupaste området är Litkedjupet med cirka 5 450 meter.
Stora delar av Norra ishavet är täckt av packis. Under vintern täcker isen det mesta av Norra ishavets yta. På sommaren krymper isytan till halva sin vinterstorlek. Mellan packisen i norr och det ryska fastlandet i söder finns en remsa av farbart vatten som benämnts nordostpassagen. Denna led har aldrig fått ekonomisk betydelse men är känd på grund av djärva utforskningsresor.
Norra ishavet fick stor militär betydelse under kalla kriget på grund av att atomubåten utvecklades. En atomubåt kan ligga gömd under polarisen och garantera andra-slags-förmåga efter en attack med kärnvapen.
I eller vid Norra ishavet finns större mängder naturtillgångar som petroleum, naturgas, mangannoduler samt sand och grus. Det är anledningen till pågående dispyter mellan de stater som ligger vid havet som tänker utnyttja dessa ämnen om klimatet blir ännu varmare. En av dispyterna gäller vems kontinentalsockel som Lomonosovryggen tillhör (om någon).

### Yttemperatur och salthalt
Ishavets yttemperatur och salthalt varierar säsongsmässigt när istäcket smälter och fryser;  dess salthalt är den lägsta genomsnittligt sett, av de fem stora haven, på grund av låg avdunstning, kraftigt inflöde av sötvatten från floder och bäckar och begränsad anslutning och utflöde till omgivande oceaner med högre salthalter. Sommarens smältning av isen har noterats till 50%. USA:s nationella snö- och isdatacenter (NSIDC) använder satellitdata för att ge en daglig registrering av istäcket i Arktis och smälthastigheten jämfört med en genomsnittlig period och specifika senaste år, vilket visar en kontinuerlig minskning av havsisens utbredning. I september 2012 var den arktiska isen mindre än någonsin förut. Jämfört med den genomsnittliga utbredningen (1979–2000) hade havsisen minskat med 49%.

## Havsdelar
Bredvid den centrala zonen kring Nordpolen räknas några randhav som bildas av större bukter. Dessa är från Nordkap österut räknat Barents hav, Karahavet, Laptevhavet (även kallat Nordenskiölds hav). Östsibiriska havet och Tjuktjerhavet norr om Ryssland samt Beauforthavet, Lincolnhavet och Wandels hav norr om Nordamerika. Ibland räknas Grönlandshavet, som ligger mellan Grönland, Jan Mayen och Svalbard, samt Norska havet till Norra ishavet men de kan även räknas till Atlanten.

## Floder som rinner ut i Norra ishavet
Många stora norrgående floder mynnar ut i Norra ishavet, framför allt vid Sibiriens nordkust.

### Ryssland
- Jenisej är cirka 4 100 kilometer lång och farbar större delen av sträckan.
- Lena är den tionde längsta floden i världen och har det nionde största avrinningsområdet. Den är 4 400 kilometer lång.
- Ob
- Kolyma
- Petjora är 1 809 kilometer lång.
- Chatanga

### Kanada
- Mackenziefloden är Nordamerikas näst längsta flod, 4 090 kilometer lång.

## Ögrupper och öar
Det finns en rad ögrupper och öar utspridda över Norra Ishavet. De flesta finns bland Kanadas arktiska öar och Rysslands arktiska öar. Bland de större öarna finns först och främst världens största ö Grönland och Island och Svalbard.
Se vidare Lista över öar i Norra ishavet.

## Större städer och hamnar
- Kanada
  - Churchill, Manitoba
  - Inuvik
- Norge
  - Kirkenes
  - Longyearbyen, Svalbard
  - Vardø
- Ryssland
  - Archangelsk
  - Dikson
  - Dudinka
  - Murmansk
  - Pevek
  - Tiksi
- USA
  - Prudhoe Bay, Alaska
  - Barrow, Alaska

## Fauna och flora
Vid Norra ishavet ruvar ungefär 50 arter havsfåglar, bland annat alkor, stormfåglar, måsar, skarvar, tärnor och vissa rovfåglar. Flera av dessa bildar mellan juni och juli stora kolonier på klippor eller vid kustlinjen. Fåglarna hittar sin föda i vattnet. Av sälar finns åtta arter i regionen och hos några av dessa sker födelsen direkt på drivisen. Den största sälarten i Norra ishavet är valrossen som blir upp till fyra meter lång och ett ton tung (hannar). Sälarnas naturliga fiende är isbjörnen som vistas på isen. Den jagar främst mindre sälarter och i undantagsfall sjuka eller unga individer av valross. Kända valarter från regionen är grönlandsval, narval och vitval, men även andra valar befinner sig under sommaren i området.
Norra ishavets växtliv är koncentrerat i havets fytoplankton. Av dessa organismer finns en stor mängd i regionen. Fytoplankton får sina näringsämnen från floder som mynnar i havet samt från havsströmmar som kommer från Atlanten och Stilla havet.

## Klimatet
Vintern kännetecknas av en fullständig mörk period (polarnatt) med kalla, klara och stabila väderförhållanden. Under sommaren finns däremot en tid med permanent dagsljus (midnattssol), dimmigt väder och svaga stormar med regn eller snöfall.
Havet har vid ytan en nästan konstant temperatur lite under fryspunkten för havsvatten, alltså ungefär vid −2 °C. Även när oceanen är täckt av is har den ett utjämnande inflytande på luftens temperatur och därför finns här inte lika stora temperaturskillnader som i Antarktis.
Klimatet ändrade sig betydande under de senaste 55 miljoner åren. Mellan paleocen och eocen låg den genomsnittliga temperaturen för havets övre vattenskikt mellan 10 och 20 °C. Därför hade tropiska livsformer möjlighet att vistas i havet.